# Tangalan
Tangalan è una municipalità di quinta classe delle Filippine, situata nella Provincia di Aklan, nella Regione del Visayas Occidentale.
Tangalan è formata da 15 baranggay:
- Afga
- Baybay
- Dapdap
- Dumatad
- Jawili
- Lanipga
- Napatag
- Panayakan
- Poblacion
- Pudiot
- Tagas
- Tamalagon
- Tamokoe
- Tondog
- Vivo